# Grand Prix de Denain 2021
Il Grand Prix de Denain 2021, sessantaduesima edizione della corsa, valevole come trentacinquesimo evento dell'UCI ProSeries 2021 e della Coppa di Francia categoria 1.Pro, si svolse il 21 settembre 2021 (si sarebbe dovuto svolgere il 18 marzo ma fu posticipato a causa della pandemia di COVID-19) su un percorso di 200,3 km, con partenza e arrivo a Denain, in Francia. La vittoria fu appannaggio del belga Jasper Philipsen, il quale completò il percorso in 4h40'44", alla media di 42,809 km/h, precedendo il connazionale Jordi Meeus e il britannico Ben Swift.
Sul traguardo di Denain 86 ciclisti, su 133 partiti dalla medesima località, portarono a termine la competizione.

## Squadre e corridori partecipanti
| N.    | Cod. | Squadra                  |
| ----- | ---- | ------------------------ |
| 1-7   | AFC  | Alpecin-Fenix            |
| 11-17 | IGD  | Ineos Grenadiers         |
| 21-27 | ACT  | AG2R Citroën Team        |
| 31-37 | BOH  | Bora-Hansgrohe           |
| 41-47 | COF  | Cofidis                  |
| 51-57 | EFN  | EF Education-Nippo       |
| 61-67 | GFC  | Groupama-FDJ             |
| 71-77 | IWG  | Intermarché-Wanty-Gobert |
| 81-87 | ISN  | Israel Start-Up Nation   |
| 91-97 | ARK  | Team Arkéa-Samsic        |

| N.      | Cod. | Squadra                         |
| ------- | ---- | ------------------------------- |
| 101-107 | BBK  | B&B Hotels                      |
| 111-117 | BWB  | Bingoal Pauwels Sauces WB       |
| 121-127 | DEL  | Delko                           |
| 131-137 | RLY  | Rally Cycling                   |
| 141-147 | SVB  | Sport Vlaanderen-Baloise        |
| 151-157 | TEN  | TotalEnergies                   |
| 161-167 | UXT  | Uno-X Pro Cycling Team          |
| 171-177 | XRL  | Xelliss-Roubaix-Lille Métropole |
| 181-187 | AUB  | St Michel-Auber 93              |

## Ordine d'arrivo (Top 10)
| Pos. | Corridore           | Squadra      | Tempo    |
| ---- | ------------------- | ------------ | -------- |
| 1    | Jasper Philipsen    | Alpecin      | 4h40'44" |
| 2    | Jordi Meeus         | Bora         | s.t.     |
| 3    | Ben Swift           | Ineos        | s.t.     |
| 4    | Hugo Hofstetter     | Israel       | s.t.     |
| 5    | Tom Van Asbroeck    | Israel       | s.t.     |
| 6    | Arnaud Démare       | Groupama     | s.t.     |
| 7    | Kenneth Van Rooy    | Sport Vlaan. | s.t.     |
| 8    | Baptiste Planckaert | Intermarché  | s.t.     |
| 9    | Piet Allegaert      | Cofidis      | s.t.     |
| 10   | Jens Debusschere    | B&B Hotels   | s.t.     |